# Shane Taylor (catch)
Shane Taylor, de son vrai nom Michael Taris, (né à Cleveland, Ohio) est un catcheur (lutteur professionnel) américain.

## Jeunesse
Shane Taylor a grandi dans les quartiers pauvres de Cleveland. Son père était trafiquant de drogues mais ne voulait pas que son fils suive la même voie et lui conseilla d'aller étudier. Shane Taylor a ainsi fait des études en gestion d'entreprise, où il fut diplômé en 2009. Il a également pratiqué pendant 20 ans la boxe et a fait du football américain durant ses années universitaires. Il est désormais marié et a des enfants. 

## Carrière

### Ring of Honor (2014-2021)

#### Débuts et Pretty Boy Killers (2014-2017)
Il dispute son premier match de la fédération le 15 novembre 2014, au cours d'un dark match lors de Glory by Honor XIII où il perd contre J. Diesel.
Au cours de l'année 2015, il réalise quelques matchs en équipe avec Keith Lee, la plupart non télévisés, et se font connaître sous le nom de Pretty Boy Killers.
Le 27 août 2016, lors de Field of Honor 2016, ils participent à un Gauntlet Tag Team match afin d'avoir une opportunité pour les ceintures mondiales par équipes de la ROH, mais ce match est remporté par The Addiction. Lors de All Star Extravaganza VIII, ils obtiennent une nouvelle chance d'avoir un match de championnat pour ces ceintures, mais perdent contre The All Night Express, War Machine et l'équipe de Colt Cabana et Dalton Castle, match remporté par ces derniers. Debut janvier, il signe son premier contrat au sein de la Ring of Honor. Le 3 février 2017, ils affrontent The Briscoe Brothers, où le match se finit en No-contest. L'équipe est ensuite dissoute à la suite du départ de Keith Lee de la fédération.

#### Course aux titres secondaires et champion de la télévision (2017-2019)
Il rejoint ensuite l'équipe de  The Rebellion, qui comprend également Rhett Titus, Kenny King et Caprice Coleman. Toutefois cette équipe sera dissoute quelques mois plus tard, lors de Best in the World 2017, après leur défaite contre 
Search and Destroy. Lors du troisième jour de Global Wars 2017, le 14 octobre, il bat Josh Woods. Le 20 octobre, il bat Cheeseburger (en) et obtient un match de championnat pour le championnat mondial de la télévision. Il participe également au tournoi Survival of the Fittest le 19 novembre, où il perd contre le vainqueur du tournoi Punishment Martinez, Flip Gordon, Jonathan Gresham, Matt Taven et Silas Young, après avoir battu Beer City Bruiser en match de qualification. Le 15 décembre lors de Final Battle 2017, il perd contre le champion de la télévision en titre Kenny King, Punishment Martinez et Silas Young, match remporté par ce dernier et ne remporte donc pas le championnat mondial de la télévision.
Durant l'année 2018, il perd plusieurs matchs pour devenir challenger au titre mondial télévisuel de la ROH ainsi qu'au titre mondial par équipe de trois le 2 juin en s'associant avec The Dawgs. Lors de Glory by Honor XVI, il perd contre Hangman Page. Fin décembre, il signe un contrat exclusif avec la fédération. Lors de 17th Anniverary Show, il perd contre Jeff Cobb pour le titre de la télévision,.
Lors de War of the Worlds '19, il prend sa revanche et bat Jeff Cobb, ainsi que Brody King et Hirooki Goto et devient champion du monde de la télévision de la ROH. Il bat Bandido le 28 juin à Best in the World 2019 et conserve son titre. Au cours de Death Before Dishonor XVII le 27 septembre, il conserve son titre en battant Dragon Lee, Tracy Williams (en) et Flip Gordon. Après plusieurs défenses de titre réussies durant la tournée de la fédération en Angleterre durant le mois d'octobre, il perd finalement sa ceinture au profit de Dragon Lee lors de Final Battle 2019 le 13 décembre.

#### Shane Taylor Promotions (2019-2021)
Le 19 février 2021, lui, Kaun et Moses battent Mexa Squad (Bandido, Flamita, et Rey Horus) pour remporter les ROH World Six-Man Tag Team Championship.

### Impact Wrestling (2022)
Le 8 septembre 2022, il fait ses débuts à Impact Wrestling, lors de Before The Impact en perdant contre Crazzy Steve.

## Palmarès
- Cleveland Knights Championship Wrestling
  - 1 fois CKCW World Heavyweight Championship[2]

- New Era Pro Wrestling
  - 1 fois NEPW Triple Crown Championship[2],[3]

- Pro Wrestling Rampage
  - 1 fois PWR Heavyweight Championship[2],[3]
  - 1 fois PWR Lake Erie Championship[2],[3]
  - 2 fois PWR Tag Team Championship[2],[3] avec Bill Collier (1) et J-Rocc(1)

- Ring of Honor
  - 1 fois ROH World Television Champion[2],[3]
  - 1 fois ROH World Six-Man Tag Team Champion avec Kaun et Moses

- Reality Of Wrestling
  - 1 fois ROW Tag Team Championship[2],[3] avec Tyree Taylor

- Red River Wrestling
  - 1 fois Red River Heavyweight Champion (actuel)

- Renegade Wrestling Alliance
  - 1 fois RWA Heavyweight Championship[2],[3]

- VIP Wrestling
  - 1 fois VIP Heavyweight Champion[2],[3](actuel)
  - 1 fois VIP Tag Team Champion avec Keith Lee

- WildKat Pro Wrestling
  - 2 fois WildKat Heavyweight Championship[2],[3]

## Récompenses des magazines
- Pro Wrestling Illustrated

| Année | 2017 | 2018 | 2019 | 2020 | 2021 | 2022 | 2023 | 2024 |
| ----- | ---- | ---- | ---- | ---- | ---- | ---- | ---- | ---- |
| Rang  | 457  | 458  | 253  | 65   | 138  | 281  | 323  | 174  |